# Molnár Oszkár (politikus)
Molnár Oszkár (Sajószentpéter, 1956. július 1. –) egykor SZDSZ-es, fideszes, majd független magyar politikus, országgyűlési képviselő, Edelény polgármestere.

## Fiatalkora
1956. július 1-jén született a Borsod-Abaúj-Zemplén megyei Sajószentpéteren. 1974-ben az edelényi Izsó Miklós Gimnáziumban érettségizett. 1980 és 1991 között a Borsod Volán gépkocsivezetője volt, Miskolcon dolgozott.

## Az üzleti életben
1991 óta a miskolci Eurolux-Trans Kft. ügyvezető igazgatója, melyet 1996-os eredményei alapján Magyarország 200 legjobb cége között tartanak nyilván. 1994 óta tagja a Kereskedelmi és Iparkamara Borsod-Abaúj-Zemplén megyei szervezetének, 1996 óta a közlekedési tagozat alelnöke. 1996 és 1999 között az Edelényi Városi Sportegyesület elnöke volt.

## Politikai pályája
1988-ban belépett az SZDSZ-be, az edelényi helyi csoport ügyvivője lett. 1993-ban kilépett a pártból, és a Fidesz tagja lett. 1993-tól a Fidesz edelényi szervezetének elnöke, 1999-től a párt Borsod-Abaúj-Zemplén megyei alelnöke. 1990 szeptember-októberi önkormányzati választásokon Edelényben egyéni jelöltként szerzett mandátumot. Az 1994. évi országgyűlési választásokon képviselőjelölt. 1998 tavaszán Edelényben (Borsod-Abaúj-Zemplén 8. vk.) egyéni mandátumot szerzett. Az 1998. októberi helyhatósági választásokon listáról mandátumot szerzett az edelényi képviselő-testületben, polgármesterjelöltként azonban nem nyert. A 2002. áprilisi országgyűlési választásokon megvédte egyéni képviselői mandátumát körzetében. Az október 20-i önkormányzati választásokon elnyerte Edelény polgármesteri székét, a városi testület egyéni képviselőjévé választották, illetve a megyegyűlésben is mandátumot tudott szerezni. A 2006. évi országgyűlési választásokon Borsod-Abaúj-Zemplén megye területi listáján mandátumot szerzett. 2006. május 30-tól a foglalkoztatási és munkaügyi bizottság tagja volt. 2009-ben a Fidesz nem jelölte újra országgyűlési képviselőnek a romákra és más kisebbségekre tett kijelentései miatt, de mégis elindult az edelényi körzetben, ezért a Fidesz alapszabálya szerint tagsága megszűnt. A 2010-es magyarországi országgyűlési választásokon Daher Pierre-rel szemben a második fordulóban függetlenként – egyedül az országban, a jobbikos jelölt visszalépésével – indulva sikerült mandátumot szereznie.
2019-ben ismét a Fidesz-KDNP támogatásával választották polgármesterré.

## Családja
Kétszer nősült. Az első házasságából két gyermek, másodikból három gyermek született. Második felesége ügyvezető igazgató.